# Albanië op het Eurovisiesongfestival 2023
Albanië nam deel aan het  Eurovisiesongfestival 2023 in  Liverpool met het nummer Duje, door Albina Kelmendi samen met Familja Kelmendi. Het nummer werd geselecteerd tijdens Festivali i Këngës, de nationale finale georganiseerd door de RTSH.

## Nationale finale

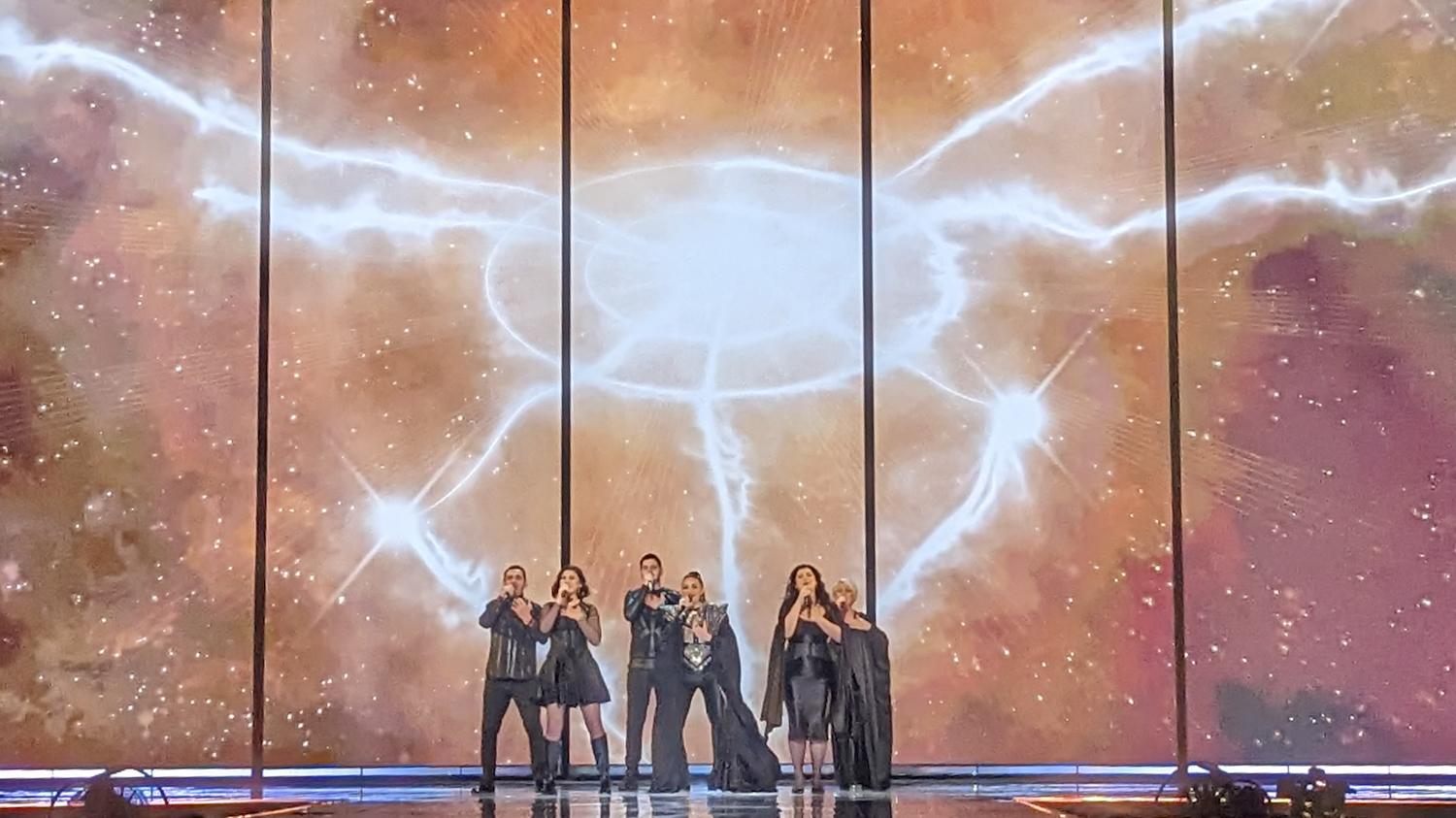
Albina en de familie tijdens de finale van het Eurovisiesongfestival

### Finale
De finale vond plaats op 22 december 2022. Tijdens de show werden de Young or Alternative Group Award en de Career Award uitgereikt. De jury koos hun top 3 favorieten, waarbij alleen het publiek stemde wie Albanië zal vertegenwoordigen op het Eurovisie Songfestival 2023. Er kon gestemd worden vanuit Albanië en Kosovo. Elsa Lila met het nummer "Evita" kwam als winnaar uit de bus, terwijl nummer twee Albina & Familja Kelmendi met het nummer "Duje" de winnaar was van de afzonderlijke televoteselectie en zo werd aangekondigd als de vertegenwoordiger van Albanië voor het Eurovisie Songfestival 2023.
Legende :WinnaarTweede plaatsDerde plaats
| Nr. | Artiest                   | Liedje                  |
| --- | ------------------------- | ----------------------- |
| 1   | 2 Farm                    | "Atomike"               |
| 2   | Sergio Hadini             | "Vështirë"              |
| 3   | Gjergj Kaçinari           | "Dja"                   |
| 4   | Alban Kondi en Lore       | "Melodi"                |
| 5   | Vanesa Sono               | "Aroma joë"             |
| 6   | Elsa Lila                 | "Evita"                 |
| 7   | Erma Michi                | "Kozmosi en dashurisë"  |
| 8   | Frank Koruni              | "Në pritje"             |
| 9   | Gent Hoxha                | "Ajer"                  |
| 10  | Petrit Çarkaxhiu          | "Emri en mirësi"        |
| 11  | Melodajn Mancaku          | "Gjysma en zemrës sime" |
| 12  | Manjola Nallbani          | "Duaj"                  |
| 13  | Stedelijke band           | "Në çdo hap"            |
| 14  | Enxhi Nasufi              | "Burrë"                 |
| 15  | Rovena Dilo               | "Motiet"                |
| 16  | Fifi                      | "Stop"                  |
| 17  | Rezarta Smaja             | "N'Eden"                |
| 18  | Evi Reçi                  | "Ma khte"               |
| 19  | Fabian Bassa              | "Një gotë"              |
| 20  | Albina & Familja Kelmendi | "Duje"                  |
| 21  | Lynx                      | "Nëse ke besim"         |

## In Liverpool
Albanië trad op in de tweede halve finale op 11 mei 2023. Op het einde van de avond kwam het land uit de bus als één van de tien finalisten voor de grote finale op zaterdag 13 mei 2023. Albina werd in de finale 22ste met 76 punten.
2004 · 2005 · 2006 · 2007 · 2008 · 2009 · 2010 · 2011 · 2012 · 2013 · 2014 · 2015 · 2016 · 2017 · 2018 · 2019 · 2020 · 2021 · 2022 · 2023 · 2024 · 2025
Albanië · Armenië · Australië · Azerbeidzjan · België · Cyprus · Denemarken · Duitsland · Estland · Finland · Frankrijk · Georgië · Griekenland · Ierland · IJsland · Israël · Italië · Kroatië · Letland · Litouwen · Malta · Moldavië · Nederland · Noorwegen · Oekraïne · Oostenrijk · Polen · Portugal · Roemenië · San Marino · Servië · Slovenië · Spanje · Tsjechië · Verenigd Koninkrijk · Zweden · Zwitserland